# Krone Augusts III.

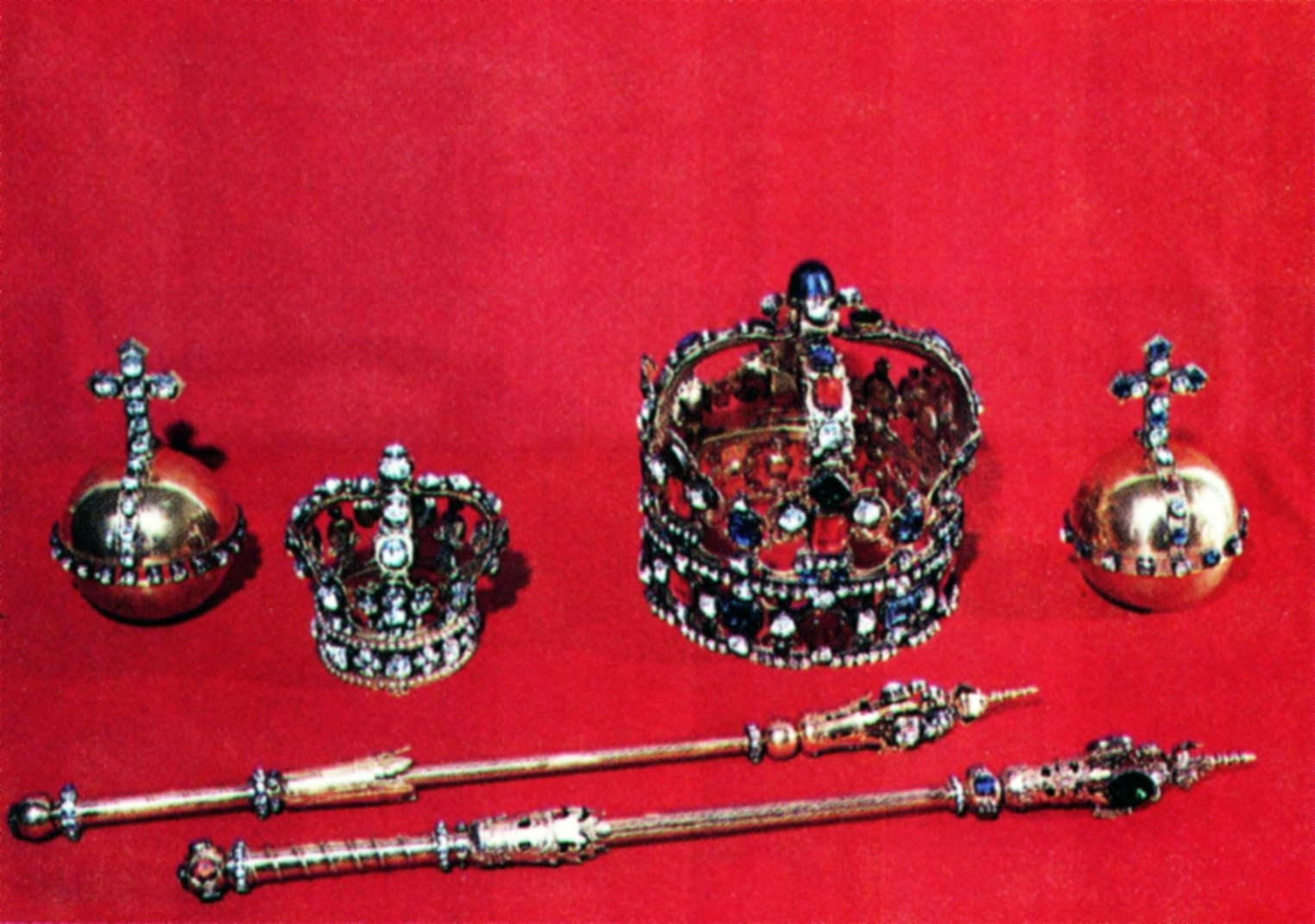
Kronjuwelen von König August III. von Sachsen und Königin Maria Josepha von Österreich

Die Krone von August III. ist eine polnische Krone.
Die Krone wurde 1733 für die Krönung des sächsischen Kurfürsten Friedrich August II. zum polnischen König August III. durch den Dresdener Hofjuwelier Johann Heinrich Köhler aus Silber angefertigt. Des Weiteren gehörten zur Krönungszeremonie von 1733 die Krone von Augusts Ehefrau Maria Josepha, zwei Zepter und zwei Reichsäpfel. Da die bisherigen polnischen Kronjuwelen inklusive polnischer Krone im Jahre 1733 versteckt wurden, hatte August III. diese Krone sowie die weiteren aus Silber bestehenden Kronjuwelen für die Krönungszeremonie anfertigen lassen. 
Im Verlauf der weiteren polnischen Geschichte verblieb die Krone in Warschau − im Gegensatz zu den älteren polnischen Kronjuwelen der Piasten − und wurde 1939/1940 von deutschen Streitkräften in Warschau erbeutet. Am Ende des Zweiten Weltkrieges fanden sowjetische Truppen die Krone in Deutschland und schickten diese nach Moskau, wo sie bis 1960 verblieb. 1960 gab die sowjetische Regierung die Krone an den damals befreundeten Ostblockstaat Polen zurück. Gegenwärtig wird die Krone von August III. gemeinsam mit der Königinnenkrone von Maria Josepha sowie den weiteren Kronjuwelen der Krönungszeremonie von 1733 im Nationalmuseum Warschau aufbewahrt.